# Rose Chelimo
Rose Chelimo (12 de julho de 1989) é uma fundista bareinita nascida no Quênia, campeã mundial da maratona no Campeonato Mundial de Atletismo de 2017 em Londres. Ela também tem uma medalha de prata desta prova no Mundial seguinte, Doha 2019. 